# Dorothy Provine
Dorothy Provine (* 20. Januar 1935 in Deadwood, South Dakota; † 25. April 2010 in Bremerton, Washington) war eine US-amerikanische Schauspielerin, Sängerin und Tänzerin.

## Leben
Provine besuchte die University of Washington. Erste schauspielerische Erfahrungen sammelte sie in verschiedenen Amateurtheatergruppen bereits während ihrer Studienzeit. 1957 ging Provine nach Los Angeles, um Filmschauspielerin zu werden. 1958 erhielt sie von dem Regisseur William Witney ihre erste Hauptrolle, die Titelrolle in seinem Film noir Die Höllenkatze, einem biografischen Film über Bonnie Parker. 1959 spielte sie an der Seite von Lou Costello in der Science-Fiction-Komödie Die 9-Meter-Braut.
Weitere Kinorollen hatte sie in der Filmkomödie Eine total, total verrückte Welt von Stanley Kramer, als hübsche liebende Ehefrau von Jack Lemmon in der Komödie Leih mir deinen Mann, in der Komödie Was kümmert uns die Bank mit Jim Hutton, als attraktive britische Agentin Susan Fleming in der Agentenkomödie Unser Mann in Rio und als Kunstlehrerin Sally Inwood in der Filmkomödie Wie klaut man ein Gemälde?. Provine blieb dabei meistens auf den Typus der blonden Sexbombe oder des „netten Mädchens von nebenan“ festgelegt. In der Filmkomödie Das große Rennen rund um die Welt von Blake Edwards hatte sie einen Cameo-Auftritt.
Ab Ende der 1950er Jahre wirkte Provine auch in zahlreichen amerikanischen Fernsehserien mit. In der Westernserie Der Mann ohne Colt (1957) spielte sie an der Seite von Rex Reason. In Gold in Alaska (1959–1960) war Roger Moore ihr Partner. In der Serie The Roaring 20's (1960–1962) spielte sie die attraktive, langbeinige Nachtclubsängerin Pinky Pinkham.
1968 heiratete sie den Fernsehregisseur Robert Day und zog sich dann weitgehend von der Schauspielerei zurück. Ihre letzten Fernsehauftritte hatte sie in den Krimiserien The Police Story (1973) und Make-up und Pistolen (1976). Ende der 1970er Jahre zog Provine mit ihrem Ehemann nach Bainbridge Island im US-Bundesstaat Washington, wo sie ebenfalls weitgehend zurückgezogen lebte.
Provine starb 2010 im Hospice of Kitsap County in Bremerton an einem Lungenemphysem.

## Filmografie (Auswahl)
- 1957: Der Mann ohne Colt (Man Without a Gun, Fernsehserie, Folge 1x05)
- 1958: Live Fast, Die Young
- 1958: Die Höllenkatze (The Bonnie Parker Story)
- 1958: Lawman (Fernsehserie, Folge 1x12)
- 1958–1962: 77 Sunset Strip (Fernsehserie, 3 Folgen)
- 1959: Alfred Hitchcock präsentiert (Alfred Hitchcock Presents, Fernsehserie, Folge 4x14)
- 1959: Jugend ohne Gesetz (Riot in Juvenile Prison)
- 1959: Sugarfoot (Fernsehserie, 2 Folgen)
- 1959: Die 9-Meter-Braut (The 30 Foot Bride of Candy Rock)
- 1959: Bronco (Fernsehserie, Folge 1x20)
- 1959–1960: Gold in Alaska (The Alaskans, Fernsehserie, 36 Folgen)
- 1960–1962: Es geschah in den Zwanzigern (The Roaring 20’s, Fernsehserie, 45 Folgen)
- 1962: Hawaiian Eye (Fernsehserie, 2 Folgen)
- 1963: Zwei Frauen um Joe (Wall of Noise)
- 1963: Eine total, total verrückte Welt (It's a Mad Mad Mad Mad World)
- 1964: Leih mir deinen Mann (Good Neighbor Sam)
- 1965: Das große Rennen rund um die Welt (The Great Race)
- 1965: Solo für O.N.C.E.L. (The Man from U.N.C.L.E., Fernsehserie, 2 Folgen)
- 1965: Alles für die Katz (That Darn Cat)
- 1966: Ein Spion zuviel (One Spy Too Many)
- 1966: Unser Mann in Rio (Se tutte le donne del mondo)
- 1967: Was kümmert uns die Bank? (Who’s Minding the Mint?)
- 1968: Wie klaut man ein Gemälde? (Never a Dull Moment)
- 1968: FBI (The F.B.I., Fernsehserie, Folge 4x08)
- 1970: Wo die Liebe hinfällt (Love, American Style, Fernsehserie, Folge 1x16)
- 1973: Police Story (Fernsehserie, Folge 1x08)
- 1976: Make-up und Pistolen (Police Woman, Fernsehserie, Folge 3x01)